# George Salamé
Pour les articles homonymes, voir Salamé.
George Salamé, né le 1er janvier 1976 à Beyrouth, est un skieur alpin libanais.

## Biographie
Il a représenté son pays lors des Jeux olympiques d'hiver de 2006, se classant 43e du slalom.
Il participe aux Championnats du monde en 2001, 2005, 2007 et 2009, terminant au mieux 39e en slalom en 2007 à Åre.